# Isla Eichorst
La isla Eichorst es una pequeña isla de la Antártida, que se halla a 64°47′S 64°04′O / -64.783, -64.067 entre la isla Shortcut y las rocas Surge en la costa sudoeste de la isla Anvers, en el archipiélago Palmer. 
Su costa oeste está profundamente hendida en tres partes, dándole en la marea alta un aspecto de tres rocas separadas.
Fue llamada Eichorst por el Consejo Asesor de los Estados Unidos sobre Nombres Antárticos (EE.UU-ACAN) en honor a Marvin H. (Ike) Eichorst de Glenview, Illinois, quien fue operador autorizado de radio aficionado con la estación W9RUK, manejó el tráfico de radio entre puntos de los Estados Unidos y la Base Palmer durante el período 1964-1972.

## Reclamaciones territoriales
Argentina incluye a la isla en el departamento Antártida Argentina dentro de la provincia de Tierra del Fuego, Antártida e Islas del Atlántico Sur; para Chile forma parte de la comuna Antártica de la provincia Antártica Chilena dentro de la Región de Magallanes y de la Antártica Chilena; y para el Reino Unido integra el Territorio Antártico Británico. Las tres reclamaciones están sujetas a los términos del Tratado Antártico.
Nomenclatura de los países reclamantes: 
- Argentina: ?
- Chile: ?
- Reino Unido: Eichorst Island